# Oskar Speck (Historiker)
Oskar Speck (* 20. August 1850 in Neustadt bei Chemnitz; † 4. Februar 1922 in Pirna) war Realschullehrer (Oberlehrer), Historiker und Stadtschreiber in Pirna.

## Leben
Oskar Speck gilt als Begründer der wissenschaftlichen Stadtgeschichtsschreibung in Pirna. Er verfasste 1889 eine wissenschaftliche Arbeit über die Ereignisse in Pirna im Dreißigjährigen Krieg. Diese lieferte wahrscheinlich den Stoff für das Pirnaer Volksstück Der Retter, in dem Theophilus Jacobäer die Titelrolle spielt. Speck wurde 1893 Stadtschreiber als Nachfolger von Bernhard Muth. Im Jahr 1906 wurde ihm unter anderem für seine Verdienste für die Erforschung der Stadtgeschichte der Titel eines Professors verliehen. Oskar Speck starb 1922 bei seiner Arbeit im Archiv an einem Schlaganfall.

## Werke
- Wie Pirna böhmisch und wieder meißnisch wurde, Mitteilungen aus dem Verein für Geschichte der Stadt Pirna, Pirna 1905
- Meister Peter von Pirna, in: Neues Archiv für Sächsische Geschichte (NASG) 21, 1900